# Baza wojskowa Na’ura
Baza wojskowa Na’ura (hebr. בבסיס נָעוּרָה) – jest bazą wojskową Sił Obronnych Izraela znajdującą się przy wiosce Na’ura na północy Izraela.

## Położenie
Baza wojskowa jest położona u północno-zachodniego podnóża góry Giwat ha-More (515 metrów n.p.m.) w zachodniej części Doliny Jezreel w Dolnej Galilei. Teren opada w kierunku południowo-wschodnim na rozległy płaskowyż Ramot Jissachar.

## Wykorzystanie
Jest to typowa baza materiałowo-techniczna, wykorzystywana jako magazyny sprzętowe i amunicyjne 36 Dywizji Pancernej, a dokładniej jej artylerii.
36 Dywizja Pancerna podlega Północnemu Dowództwu Sił Obronnych Izraela.

## Transport
Z bazy wyjeżdża się w kierunku północno-wschodnim na drogę nr 716, którą jadąc dalej na północ dojeżdża się do skrzyżowania z drogą nr 65.